# Cercyon littoralis
Cercyon littoralis är en skalbaggsart som först beskrevs av Leonard Gyllenhaal 1808.  Cercyon littoralis ingår i släktet Cercyon och familjen palpbaggar. Arten är reproducerande i Sverige. Inga underarter finns listade i Catalogue of Life.